# کمی از قدرت
کمی از قدرت (به انگلیسی: The Power of Few) یک فیلم درام آمریکایی محصول سال ۲۰۱۳ به کارگردانی، نویسندگی و تهیه کنندگی لئون ماروچی است.

## داستان
این فیلم جنایی شامل پنج بخش به هم پیوسته که در نیواورلئان اتفاق افتاده‌است.

## بازیگران
این فیلم دارای یک گروه بازیگری شامل کریستوفر واکن، کریستین اسلیتر، کیوریانکا کیلچر، آنتونی اندرسون، جس بردفورد، مون بلودگود، نیکی ولان، دوون گیرهرت، جوونایل، نوید نگهبان، جوردن پرینتیس و درک اندرو است.